# Кубок чемпионов ФИБА 1958
Кубок чемпионов 1958 — дебютный розыгрыш сильнейшего баскетбольного клубного турнира среди мужских команд. Спустя три года после основания футбольного Кубка европейских чемпионов под эгидой FIBA состоялся аналогичный турнир для баскетбольных команд. Первым победителем стал советский клуб СКА (Рига) в финале одолевший софийский Академик. Турнир привлек к себе огромное внимание и оправдал все надежды, в итоге со временем Кубок чемпионов превратился в один из сильнейших клубных турниров в мире.

## Первый квалификационный раунд
| Команда #1  | Разница | Команда #2            | 1 матч | 2 матч |
| ----------- | ------- | --------------------- | ------ | ------ |
| СЖС (Халеб) | *       | Унион Баскет (Бейрут) | —      | -      |

```
* Из-за отказа ливанской команды в следующий круг вышел Женесс Спортиво.
```

## Второй квалификационный раунд
| Команда #1                | Разница  | Команда #2           | 1 матч  | 2 матч  |
| ------------------------- | -------- | -------------------- | ------- | ------- |
| Панеллиниос (Афины)       | 132—138  | Стяуа (Бухарест)     | 60 — 63 | 72 — 75 |
| Фенербахче (Стамбул)      | 112—160  | Олимпия (Любляна)    | 67 — 74 | 45 — 86 |
| Академик (София)          | 157—101  | СЖС (Халеб)          | 84 — 58 | 73 — 43 |
| Роял Андерлехт (Брюссель) | 145 — 79 | Этцелла (Эттельбрук) | 82 — 43 | 63 — 36 |

## Групповой этап

### Группа A
| Команда #1            | Разница   | Команда #2          | 1 матч  | 2 матч  |
| --------------------- | --------- | ------------------- | ------- | ------- |
| Панттерит (Хельсинки) | 131 — 133 | Легия (Варшава)     | 64 — 62 | 67 — 71 |
| СКА (Рига)            | 176—112   | Виссеншафт (Берлин) | 85 — 56 | 91 — 56 |

### Группа B
| Команда #1             | Разница  | Команда #2        | 1 матч   | 2 матч   |
| ---------------------- | -------- | ----------------- | -------- | -------- |
| Жонктион (Женева)      | 54 — 84  | Слован (Прага)    | 54 — 84* |          |
| Унион Бабенберг (Вена) | 98 — 191 | Гонвед (Будапешт) | 55 — 83  | 43 — 108 |
| Олимпия (Милан)        | 205 — 89 | Вулвз (Амстердам) | 115 — 47 | 90 — 42  |

```
* Серия завершилась после единственного матча в Женеве.
```

Чтобы определить двух четвертьфиналистов, победители пар сыграли мини-турнир в один круг.
| Команда #1      | Счет    | Команда #2        |  |
| --------------- | ------- | ----------------- |  |
| Олимпия (Милан) | 65 — 47 | Слован (Прага)    |  |
| Слован (Прага)  | 52 — 61 | Гонвед (Будапешт) |  |
| Олимпия (Милан) | 80 — 72 | Гонвед (Будапешт) |  |

| Команда           | Игр | Поб | Пор | Зб  | Пр  | Рз  | О |
| ----------------- | --- | --- | --- | --- | --- | --- | - |
| Олимпия (Милан)   | 2   | 2   | 0   | 145 | 119 | +26 | 4 |
| Гонвед (Будапешт) | 2   | 1   | 1   | 133 | 132 | +1  | 3 |
| Слован (Прага)    | 2   | 0   | 2   | 99  | 126 | -27 | 2 |

### Группа C
| Команда #1        | Счет      | Команда #2          | 1 матч  | 2 матч  |
| ----------------- | --------- | ------------------- | ------- | ------- |
| Олимпия (Любляна) | 144 — 161 | Академик (София)    | 64 — 80 | 80 — 81 |
| Стяуа (Бухарест)  | 147 — 126 | Маккаби (Тель-Авив) | 84 — 65 | 63 — 61 |

### Группа D
| Команда #1                | Разница   | Команда #2       | 1 матч  | 2 матч  |
| ------------------------- | --------- | ---------------- | ------- | ------- |
| Роял Андерлехт (Брюссель) | 156 — 144 | АСВЕЛ (Вийербан) | 80 — 51 | 76 — 93 |
| Баррейренсе (Баррейру)    | 91 — 154  | Реал (Мадрид)    | 51 — 68 | 40 — 86 |

## Четвертьфиналы
| Команда #1       | Разница   | Команда #2                | 1 матч   | 2 матч  |
| ---------------- | --------- | ------------------------- | -------- | ------- |
| Стяуа (Бухарест) | 142 — 150 | Академик (София)          | 64 — 73  | 78 — 77 |
| Олимпия (Милан)  | 165 — 167 | Гонвед (Будапешт)         | 80 — 72* | 85 — 95 |
| Реал (Мадрид)    | 121 — 116 | Роял Андерлехт (Брюссель) | 78 — 59  | 43 — 57 |
| СКА (Рига)       | 154 — 122 | Легия (Варшава)           | 93 — 59  | 61 — 63 |

```
* Результат матча в мини-турнире Группы B был зачтен как первый матч четвертьфинала.
```

## Полуфиналы
| Команда #1        | Разница  | Команда #2       | 1 матч  | 2 матч  |
| ----------------- | -------- | ---------------- | ------- | ------- |
| Гонвед (Будапешт) | 151 −165 | Академик (София) | 87 — 89 | 64 — 76 |
| СКА (Рига)        | *        | Реал (Мадрид)    |         |         |

```
* Реал отказался ехать в СССР и был дисквалифицирован.
```

## Финал
| Команда #1 | Разница  | Команда #2       | 1 матч  | 2 матч  |
| ---------- | -------- | ---------------- | ------- | ------- |
| СКА (Рига) | 170 −152 | Академик (София) | 86 — 81 | 84 — 71 |

| Победитель Кубка чемпионов 1958 |
| ------------------------------- |
| СКА (Рига) 1-й титул            |

## Интересные факты
- Первым матчами в истории Кубка европейских чемпионов должны были стать игры команд из Сирии и Ливана, однако из-за отказа ливанской команды обе игры так и не состоялись.
- В результате первой игрой в истории еврокубка стал матч Роял Андерлехт (Брюссель) — Этцелла (Эттельбрук), состоявшийся в Бельгии 22 февраля 1958 года.
- Победа рижского СКА в Кубке чемпионов стала одной из первых в череде международных успехов легенд европейского баскетбола — тренера Александра Яковлевича Гомельского и центрового Яниса Круминьша.